# Medici in corsia
Medici in corsia (In aller Freundschaft - Die jungen Ärzte) è una serie televisiva tedesca prodotta dal 2015 dalla Saxonia Media Filmproduktion e nata come spin-off della serie televisiva In aller Freundschaft. Tra gli interpreti principali, figurano Roy Peter Link, Marijam Agischewa, Kataryna Nesytowa, Horst-Günter Marx, Mirka Pigulla, Stefan Ruppe, Philipp Danne, Mike Adler, Sanam Afrashteh e Robert Giggenbach.
In Germania, la serie viene dall'emittente ARD 1 (Das Erste). Il primo episodio, intitolato Der erste Tag, è stato trasmesso in prima visione il 22 gennaio 2015.
In Italia, la serie viene trasmessa dal 16 settembre 2024 alle ore 18:50 su Rai 2 a partire dalla terza stagione.

## Trama
Il dottor Niklas Ahrend, che ha lasciato la Sachsenklinik di Lipsia dopo un'esperienza drastica, si trasferisce anche lui alla clinica Johannes Thal di Erfurt su insistenza del suo mentore Dr. Harald Loose. Lì gli fu assegnato un posto come medico senior e, dopo più di dieci anni, incontrò di nuovo la dottoressa Leyla Sherbaz, con la quale aveva completato la sua specializzazione con il dottor Harald Loosen ad Hannover. Dopo che il medico senior responsabile Loosen ha avuto un infarto ed è caduto in coma (dal quale si è svegliato di nuovo), il medico capo, la Prof. Dr. Karin Patzelt, ha inizialmente trasferito la formazione dei medici assistenti ad Ahrend.
Dopo un errore medico, Loose si dimette; la formazione dei medici assistenti viene infine trasferita ad Ahrend.

## Episodi
| Stagione            | Episodi | Prima TV Germania | Prima TV Italia |
| ------------------- | ------- | ----------------- | --------------- |
| Prima stagione      | 42      | 2015-2016         | 2024            |
| Seconda stagione    | 42      | 2016-2017         | inedita         |
| Terza stagione      | 42      | 2017-2018         | 2024            |
| Quarta stagione     | 42      | 2018-2019         | 2024            |
| Quinta stagione     | 42      | 2019-2020         | inedita         |
| Sesta stagione      | 42      | 2020-2021         | inedita         |
| Settima stagione    | 42      | 2021-2022         | inedita         |
| Ottava stagione     | 42      | 2022-2023         | inedita         |
| Nona stagione       | 42      | 2023-2024         | inedita         |
| Decima stagione     | 42      | 2024-2025         | inedita         |
| Undicesima stagione | 5       | 2025-in corso     | inedita         |

## Produzione
Lo spin-off è prodotto da Saxonia Media Filmproduktion per conto di ARD. La serie è iniziata il 22 gennaio 2015. Inizialmente, era prevista una prima stagione con 42 episodi, che è stata girata dalla fine del 2014. Le riprese si sono svolte negli studi A e D dello Studiopark KinderMedienZentrum di Erfurt.
La nuova trama della Clinica Johannes Thal è stata introdotta in un episodio pilota della serie madre In aller Freundschaft. Nell'episodio 668 (With a Bang), la direttrice amministrativa e futura direttrice della clinica della Sachsenklinik di Lipsia, Sarah Marquardt (Alexa Maria Surholt), insieme alla segretaria capo Barbara Grigoleit (Uta Schorn), fanno visita al direttore commerciale della Johannes-Thal-Klinikum, Wolfgang Berger.
Negli episodi 671 (Vecchie e Nuove Amicizie) e 672 (Musica del Futuro) della serie madre, ci sono nuovi crossover. Robert Giggenbach appare nel ruolo del dottor Harald Loose. Sostiene il suo pupillo, il dottor Niklas Ahrend, in una situazione difficile e gli offre un posto di medico senior presso l'ospedale di Erfurt.

## Crossover

### Generale
Medici in corsia condivide un universo di serie con la serie madre In aller Freundschaft così come Schloss Einstein, Marienhof, Zoo Doctor, Heiter bis tödlich: Akte Ex, Lindenstraße e Verbotene Liebe, con cui la serie madre aveva già avuto episodi crossover.

### Clinica Johannes-Thal e Volkmann
Nell'episodio 160 (Conseguenze), Arzu Ritter (Arzu Bazman) fa visita al dottor Niklas Ahrend per discutere con lui di qualcosa sul loro figlio Max. Dice di aver accettato una nuova posizione come docente presso la Clinica Volkmann. Il cugino del dottor Elias Bähr, Fiete Petersen (Adrian R. Gössel), porta la madre di Elias in ospedale perché ha di nuovo problemi cardiaci. Anche Fiete non se la passa bene, dato che ha le vertigini. Ma si scopre che erano problemi psicologici perché non voleva lavorare come pescatore per suo padre. Nell'episodio 161 (Vocazione), Louisa Neukamm (Llewellyn Reichman) e Jasmin Hatem (Leslie-Vanessa Lill) sono innocentemente coinvolte in un incidente d'auto. Salvano la vita alla persona che ha causato l'incidente e poi si recano loro stessi alla clinica Johannes Thal, perché anche Jasmin si è ferita. Dal momento che deve essere operata, il dottor Ahrend le dice che deve rimanere più a lungo. Ma le due donne avrebbero dovuto essere a Halle il giorno successivo per iniziare la loro formazione come infermiere presso la clinica Volkmann. Grazie alla mediazione del Dr. Bähr, possono effettuare il necessario controllo sanitario presso il JTK. Nel frattempo, Fiete Petersen ha iniziato un tirocinio come custode presso il JTK e aiuta dove può. Quando incontra Louisa e Jasmin, cambia idea e ora vuole diventare un infermiere a Halle, ma il termine per l'iscrizione è scaduto. Il dottor Ahrend, insieme a Elias, contatta Arzu Ritter per chiederle se può ancora includere Fiete nella formazione di quest'anno. Questo ha introdotto la nuova trama dello spin-off In aller Freundschaft - Die Krankenschwestern in un backdoor pilot.

## Distribuzione
La serie viene trasmessa ogni giovedì nella fascia serale alle 18:50 su Das Erste. Durante la pausa estiva sono state trasmesse repliche di vecchi episodi. 

### Spinoff
Dal 1º novembre 2018, la serie ha condiviso lo slot di trasmissione con la serie spinoff In aller Freundschaft - Die Krankenschwestern. Dal 16 aprile 2020, la serie sarebbe dovuta essere nuovamente in pausa per fare spazio agli otto episodi della 2 stagione dello spinoff. Tuttavia, la trasmissione è stata posticipata al 2021 a causa della pandemia di COVID-19 in Germania. Dopo il 248° episodio, andato in onda il 18 febbraio 2021, la serie è stata messa in pausa fino al 23 aprile 2021, per la trasmissione degli episodi posticipati dello spinoff, che dopo la messa in onda della seconda stagione è stato cancellato.

### Lungometraggi per la televisione
Oltre ai normali episodi della serie di 45 minuti, sono stati prodotti due speciali di lungometraggi intitolati All in White e Advent Child che sono stati trasmessi il 17 dicembre 2019 e il 10 dicembre 2021 alle 20:15 su Das Erste.

## Accoglienza
Manuel Weis di Quotenmeter.de ha tratto una conclusione positiva rispetto alle serie della serie Cheerful to Deadly che sono state trasmesse finora:
"Il fatto che ARD stia ora provando il genere delle serie ospedaliere la sera prima e sfruttando il successo della Sachsenklinik e il grande know-how dei creatori è coerente e giusto. Se l'esperimento, di cui sono stati ordinati ben 42 episodi, funzionerà, è un'altra questione. In termini di qualità, in ogni caso, i giovani medici intorno a Roy Peter Link sono chiaramente superiori ai drammi polizieschi del villaggio di solito trasmessi alle 18:50".
Su tittelbach.tv, Tilmann P. Gangloff ha criticato soprattutto il forte carattere soap della serie, le capacità recitative di alcuni degli attori principali e la mancanza di fattori medici nella serie ospedaliera.
Rtv ha elogiato il tentativo di creare un formato moderno, ma ha criticato il fatto che l'esecuzione di questo tentativo non abbia avuto successo:
"È sorprendente che la serie ARD sia stata ovviamente ispirata dal look, in parte dal disegno del personaggio e dalla canzone che dà il titolo alla serie medica americana "Scrubs - Medici ai primi ferri".